# Durdle Door

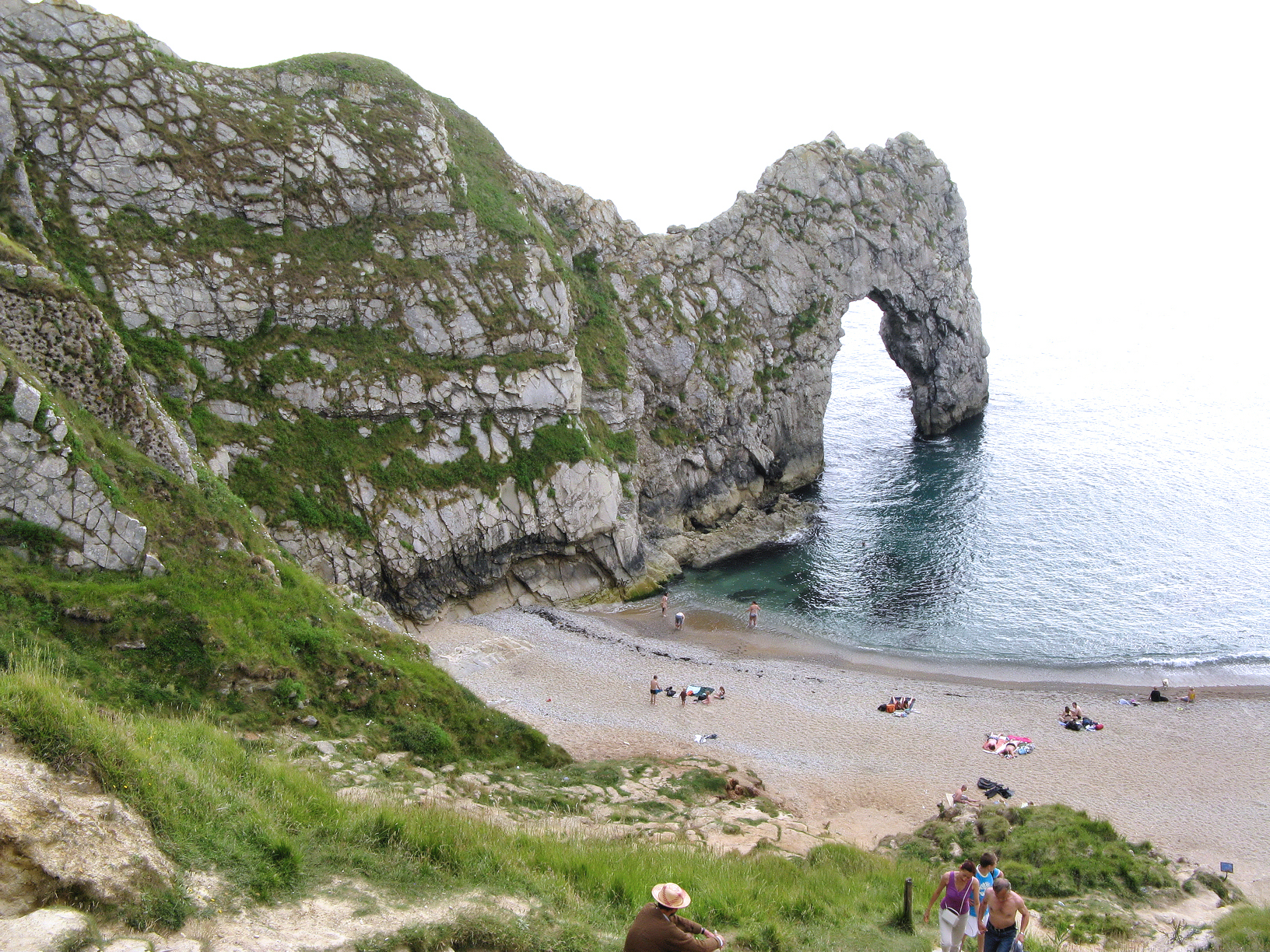
Durdle Door

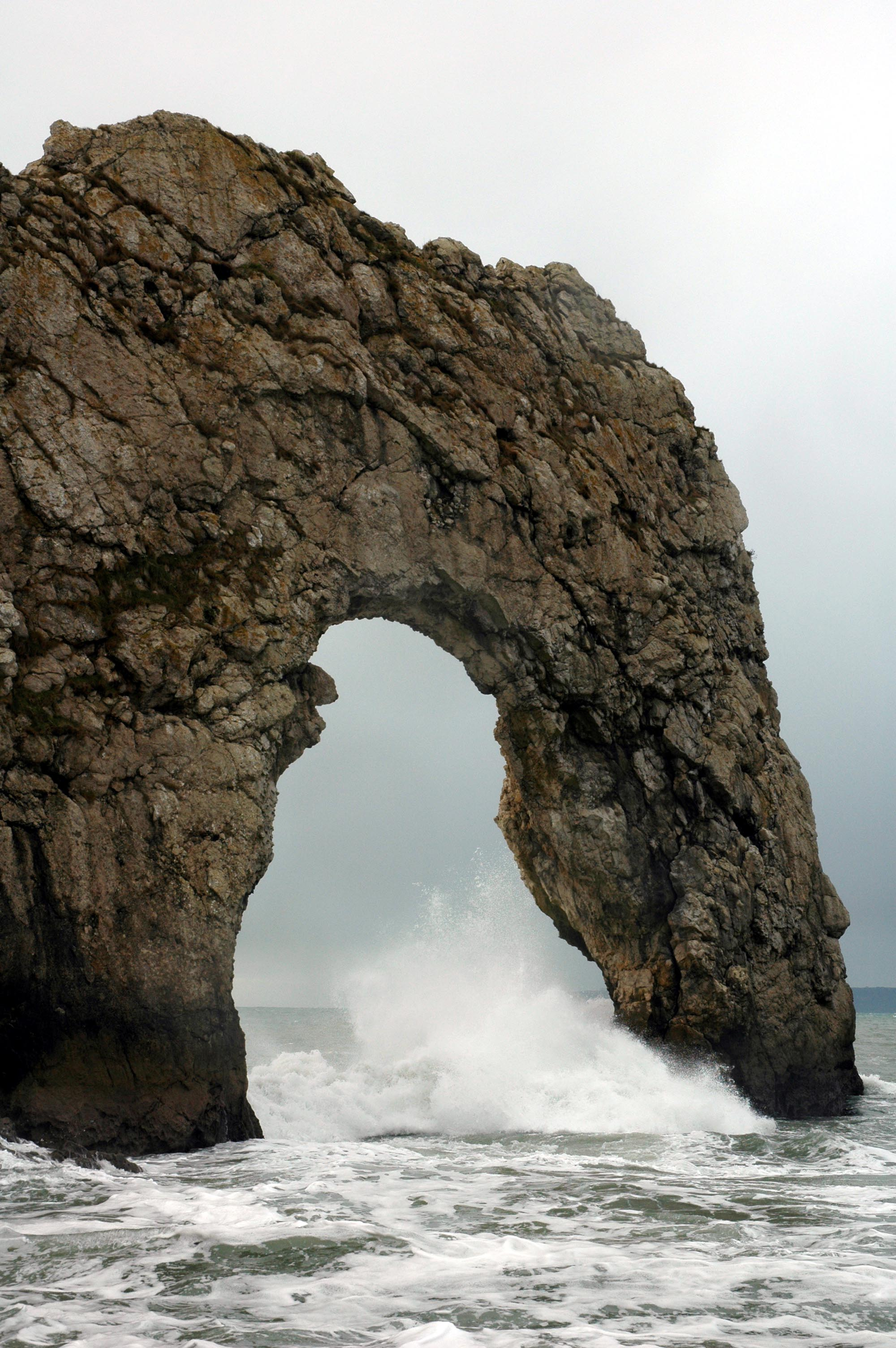
Łuk z bliska

Durdle Door - naturalny łuk wapienny typu klifowego na Wybrzeżu Jurajskim w Anglii. Jest własnością prywatną rodziny Weldów, która posiada 4 800 hektarów ziemi w hrabstwie Dorset, większość w ramach tzw. Lulworth Estate. Jest najczęściej fotografowanym obiektem Wybrzeża Jurajskiego i jest motywem często powtarzającym się na pocztówkach z południowej Anglii. Obiekt jest udostępniony dla publiczności. Jedyną ścieżkę dostępu do obiektu od strony Lullworth Cove przebywa rocznie 200 000 osób, co sprawia, że jest to najczęściej uczęszczany szlak południowego wybrzeża Anglii. Obiekt znajduje się na szlaku South West Coast Path.

## Nazwa
Nazwa pochodzi od staroangielskiego słowa thirl oznaczającego dryl lub wiertło. Na mapach z XIX w. pojawia się jako Dirdale Door lub Dudde Door.

## Geologia
Wiek łuku oceniany jest na 140 mln lat i pochodzi z okresu jury. Natura łuku bierze się z układu wapienia w tej części wybrzeża: jego warstwy zostały wygięte w taki sposób, że są prawie pionowe w stosunku do podłoża. Łuk jest wynikiem erozyjnego działania  wody morskiej na różne skały.